# 哭悲/THE SADNESS
『哭悲/THE SADNESS』（こくひ ザ・サッドネス、繁体字: 哭悲、英語: The Sadness）は、2021年に製作された台湾のホラー・スプラッター映画。
カナダの映画製作者でアニメーターのロブ・ジャバズによる、長編映画監督デビュー作である。

## 概要
未知のウイルスによるパンデミックが引き起こす人間の凶暴化（ゾンビ化）というアイデアは、2019年から始まった新型コロナウイルスの世界的流行から生まれ、政治や性暴力などの社会問題も風刺し、ブラックジョークとして盛り込んでいる。
2021年8月12日、スイスで開催された第74回ロカルノ国際映画祭でワールドプレミア上映された。 
また、カナダのモントリオールで開催された第25回ファンタジア国際映画祭で上映され、最優秀新人映画賞を受賞した。
2022年の第3回台湾映画批評家協会賞で特殊メイクアップ賞を受賞した。
極めて過激な暴力描写（走行中の密室になった地下鉄や、患者の命にかかわる病院といった公共施設での凄惨な虐殺シーンは、危険な無差別殺傷事件やテロを誘発する恐れがある）を含んでいるため、日本では「R18+」の指定を受けた。

## あらすじ
台湾では、1年前から新種のウイルス「アルヴィン」の感染が流行していたが、症状が風邪で死者もなかったことから、大して危険視されず、防止措置も講じられなかった。ただ、台湾大学病院のウイルス専門家ウォン博士だけは、アルヴィンウイルスが突然変異によって重篤な病をもたらす恐れがあると訴え続けていた。
カイティンとジュンジョーは台北に住むカップル。ある朝、ジュンジョーは仕事に出かけるカイティンを駅まで送る。その帰り道と自宅で突然変異を遂げたアルヴィンウイルスに感染し、凶暴化した発症者たちに襲われるが、どうにか逃げ出して街中に溢れる多くの感染者たちからの逃走を始める。
一方、台北地下鉄に乗っていたカイティンも、乗り込んできた発症者がナイフで乗客を無差別に殺傷し始めるのに遭遇し、地下鉄を逃げ出して台湾大学病院に逃げ込んだ。一息ついたのもつかの間、病院のガラス扉を破壊して感染者たちが乱入してきたため、病院内でも殺戮と感染が広まって行く。
カイティンが感染者の1人を撃退すると、近くの産婦人科病室の扉が開き、中にいたウォン博士に救出される。ウォン博士はカイティンにアルヴィンウイルスの混ざった血液を注射し、アルヴィンウイルスへの抗体を持っているか調べはじめた。カイティンに抗体があることが確認でき、ウォン博士は、ワクチンを精製するため軍に救助を要請した。そして、自分が同行しなければ正当防衛で兵士に射殺されるだろうとカイティンへ警告する。病院の屋上に来る救援のヘリコプターと合流するためウォン博士は武装してカイティンと共に病室を出るが、外にいた感染者に不意打ちされる。何とか感染者を射殺したものの博士は深手を負い、発症も時間の問題となってしまう。そこにジュンジョーが到着するが、ジュンジョーも既に発症しており，凶暴化していた。ウォン博士はジュンジョーを撃ち致命傷を与えるも、反撃を食らい絶命する。
その間にカイティンはヘリポートがある屋上へと通じる階段に逃げ込み、設置された鉄格子の扉に鍵をかけて閉鎖する。致命傷を負いながらも追ってきたジュンジョーは、鉄格子を隔てて感染の素晴らしさを告げ、カイティンを愛するが故になぶり殺したいと伝える。絶望のあまり泣き笑いながらカイティンは階段を上り、屋上へと出たが、直後に数発の銃声が屋上から鳴り響いた。ジュンジョーが邪悪な笑みを浮かべながら事切れ、物語は幕を下ろす。

## キャスト
- カイティン（曾凱婷） - レジーナ・レイ（中国語版）（雷嘉納）
- ジュンジョー（廖俊喆） - ベラント・チュウ（中国語版）（朱軒洋）
- 中年サラリーマン（陳嘉明） - ジョニー・ワン（中国語版）（王自強）
地下鉄でカイティンの隣席に座っていたが、発症し、カイティンとシェンを執拗に追いかけてくる。
- ウォン・ジャンリアン博士（翁彰良博士） - ラン・ウエイホア（中国語版）（藍葦華）
- リン（林桑） - ラルフ・チウ（中国語版）（邱彥翔）
ジュンジョーの自宅の隣人。発症し、ジュンジョーを襲う。
- シェン・リーシン（沈莉欣） - アップル・チェン（中国語版）（陳映如）
地下鉄でカイティンと同乗し、中年サラリーマンに襲われる。カイティンと共に病院内に逃げ込むも、再度、中年サラリーマンに襲われ発症。
- 老婦人 - 周之民
最初に登場する発症者。街中で暴れ、感染者を増やすが、他の感染者に轢殺される。
- シエ・グオロン総統（謝国栄總統） - 蔡岸龍
非常事態宣言の放送中に発症した将軍に手榴弾で爆殺される。
- 将軍（將軍） - 劉昌翰
発症しており、非常事態宣言放送中の総統を手榴弾で爆殺する。